# Конгресс угнетённых народов Австро-Венгерской империи
Конгресс угнетённых народов Австро-Венгерской империи проходил в конце Первой мировой войны в Риме, Королевство Италия, с 8 по 10 апреля 1918 года. Мероприятие, на котором присутствовали чехословацкая, польская, итальянская, югославская и румынская делегации из Австро-Венгрии, последовало за публикацией 14 пунктов Вильсона и стало началом реальной поддержки движения за независимость и роспуска Австро-Венгрии. Украинская или русинская делегации не были приглашены для участия в Конгрессе из-за возражений со стороны польских представителей. Решение о проведении мероприятия было принято после того, как премьер-министр Италии Витторио Эмануэле Орландо и премьер Королевства Сербия Никола Пашич были обеспокоены более ранним заявлением Дэвида Ллойд Джорджа о том, что распад Австро-Венгрии не является одной из военных целей его союза, и решили отдать приоритет самоопределению перед будущей демаркацией границы на Адриатическом море. Мероприятие отвергло предложения австрофилов о продолжении существования монархии как гаранта против насильственного и исключительного национализма в регионе и вместо этого представило войну как конфликт между демократией и автократией.
Наряду с представителями заинтересованных национальностей все державы Антанты и Соединённые Штаты направили своих послов, и Конгресс пришёл к выводу, что все народы, полностью или частично подчинённые Австро-Венгрии, имеют право на полную независимость. Торжественный выбор был сделан премьер-министром Италии Витторио Эмануэле Орландо, когда он решил принять делегацию будущего соседнего югославского государства раньше любой другой делегации на Конгрессе. Чехословацкое представительство возглавляли Эдвард Бенеш и Милан Растислав Штефаник, а все словацкие и чешские делегаты входили в состав делегации Чехословацкого национального совета. Участники согласились отложить в сторону любой спор между собой, который поможет военным усилиям Центральных держав и может негативно повлиять на общественное мнение союзников.
Важная предпосылка для итальянского соглашения о проведении мероприятия была достигнута во время встреч, состоявшихся 14 и 18 декабря 1917 года в доме Уикхема Стида, на которых югославянский комитет в принципе согласился принять последующее соглашение Торре-Трумбича (7 марта 1918 года) о принципах демаркации границы между Италией и будущим югославским государством. 29 мая 1918 года Государственный департамент Соединённых Штатов выразил большую заинтересованность правительства США в работе Конгресса и искреннее сочувствие национальным целям Чехословакии и Югославии.